# 애즈원
애즈원(영어: As One)은 한국계 미국인 이민, 크리스탈로 구성된 미국의 보컬 듀오이다. 두 멤버 모두 미국에서 1999년 데뷔하였고, R&B 발라드 장르의 노래를 주로 부른다. 그룹 명은 멤버 둘이 마치 쌍둥이 같이 닮았고 영원히 하나 같이 노래하겠다는 의미를 담아 지었다. 멤버 이민은 2013년 회사원 출신의 일반인 남편과 결혼하였으며, 멤버 크리스탈은 2012년에 매니저 출신 조민철과 결혼하였고 이후 아들 둘을 낳았고 2017년에 미국으로 이민을 갔다. 2017년 6월 5일, 《잠시만 안녕》을 끝으로 활동을 중단했다가, 2019년 12월 15일, 《애써》를 발매하며 2년 반 만에 활동을 재개하였다.

## 구성원
- 이민
- 크리스탈

## 음반 목록

### 정규 앨범
- 2016년 6집 《Outlast》
- 2006년 5집 《이별이 남기는 12가지 눈물》[3]
- 2004년 4집 《Restoration》[4]
- 2003년 3집 《Never Too Far》[5]
- 2001년 2집 《천만에요》[6]
- 1999년 1집 《Day By Day》[7]

### 싱글
- 2023년 10월 21일 기적과도 같은 일
- 2020년 2월 28일 2월 29일
- 2019년 12월 15일 애써 (Feat. 이대휘 of AB6IX)
- 2017년 6월 5일 잠시만 안녕
- 2016년 12월 29일 이별 같은 거
- 2016년 10월 15일 연애하고 싶어 (With 로맨틱시티)
- 2016년 8월 16일 여름아 가지마 (With 강민희, Mellie)
- 2016년 6월 8일 아무 말 안해도 돼
- 2016년 2월 23일 비 개인 후 비 (Feat. 키디비)
- 2015년 12월 17일 혼자 메리 크리스마스 (With 양다일)
- 2015년 11월 16일 1분만이라도 (Feat. 한해)
- 2014년 10월 29일 오늘같은 날(For The Night)
- 2014년 8월 8일 All Day All Night (Feat. 칸토 of 트로이)
- 2014년 2월 21일 그저 눈물만 (With 시진)
- 2013년 10월 우리 무슨 사이야? (With 범키)
- 2013년 5월 8일 사랑이 어색해
- 2013년 3월 5일 The S Part.3 (With 미스에스)
- 2012년 1월 16일 Only U (Feat. 동해 of 슈퍼주니어)
- 2012년 Promise (큐레무 VS 성검사 케르디오 주제곡)
- 2011년 11월 21일 ASONE Season 2.5
- 2011년 7월 7일 Asone Season 2
- 2011년 4월 19일 Haroo 2nd Project Album (With 이지라이프)
- 2011년 1월 28일 Nepa Song
- 2011년 1월 17일 Taste Of Love
- 2008년 8월 13일 Love & Hate Pt.1 'My Girl' (With 신건)
- 2008년 "사랑은 너 하나뿐"[8]
- 2008년 "Zza Zza La" (Drama Version)[9]
- 2008년 "Double Star"[10]
- 2007년 "Holiday"
- 2007년 "우리가 알고 있는 사랑 이야기 다섯"[11]
- 2006년 "Wanna Be a Christmas"[12]
- 2000년 "Ring My Bell"[13]
- 2000년 "Day By Day"
- 2000년 "사랑+"
- 2023년 12월 14일 "Winter Wonderland"

### EP 앨범
- 2013년 《Simply As One》

### 라이브 앨범
- 2002년 《As One Live》[14]

### 컴필레이션 앨범
- 2003년 《Forever As One》

### 리패키지 앨범
- 2000년 《One + One》

### OST
- 《뉴 논스톱 OST》 (2002년)
- 《라벤더 (熏衣草: Lavender) OST》 (2003년)
- 《하늘정원 OST》 (2003년)
- 《쾌걸춘향 OST》 (2005년)
- 《커피프린스 1호점 OST》 (2007년)
- 《강적들 OST》 (2008년)
- 《Listen Campaign OST》 (2008년)
- 《명가 OST》 (2010년)
- 《사랑도 돈이 되나요 OST Part 1》 (2012년)
- 《불후의 명작 OST Part 3》 (2012년)
- 《천 번째 남자 OST Part 5》 (2012년)
- 《천국의 눈물 OST Part 2》 (2014년)
- 《아이가 다섯 OST Part 2》 (2016년)

### 예능
- MBC 《놀면뭐하니?》 (2023년)